# 奇跡の人 (小説)
『奇跡の人』（きせきのひと）は、日本の小説家真保裕一による長編小説である。1997年に角川書店から単行本が刊行された。

## 作品の位置づけ
真保にはデビュー以来似たような作品ばかりを書き過ぎているのではないかとの問題意識があり、「これまでの澱を払う」作品を目指した。ストーリーは、かねてから「記憶喪失もの」の作品に対して抱いていた不満や脳死への興味などを基に組み立てられている。

## テレビドラマ化の経緯
よみうりテレビによる本作のテレビドラマ化の経緯について、真保は著書『夢の工房』の中で詳しく言及している。それによれば、ドラマの企画書を読んだ真保にはそれが「原作の設定だけを利用した別のドラマ」としか思えず、許諾を与える気にはなれないでいた。ところが、真保の知らないうちに出版社とよみうりテレビとの間でテレビドラマ化の話は進み、自身が事態に気づいた時には既に制作がかなりのところまで進行してしまっていた。実際に制作に関わっていたスタッフやキャストに責任はなく、そうした人々に迷惑をかけることを良しとしなかった真保は、「原作を元にしたオリジナルストーリー」とのテロップを入れることを条件にテレビドラマ化を容認した。